# 湯段温泉
湯段温泉（ゆだんおんせん）は、青森県弘前市（旧中津軽郡岩木町常盤野）（旧国陸奥国）にある温泉。

## 泉質
- 塩化物泉、土類含有弱食塩泉
  - 源泉温度42℃[2]。

## 効能
神経痛、リューマチ、痛風、創傷。

## 温泉街
宿泊施設が4軒ある。かつては共同浴場が宿泊施設の中心に存在したが現存しない。
嶽温泉より南西に1キロ半の地点にある。南西500メートルの地点に黒滝渓流があり、付近は山菜狩りなどが行なわれている。

## 歴史
この温泉は享保9年（1724年）、賀田村（青森県岩木町）の柴田長兵衛が発見した。柴田長兵衛に温泉の小屋主を命じられた。嶽温泉とともに、湯治場として知られた。

## アクセス
- JR弘前駅または弘前バスターミナルより弘南バス枯木平行で約50分、「嶽温泉」下車。そこから徒歩約20分。